# Stadttheater Hirschberg
Im Stadttheater Hirschbergs spielt heute das Cyprian-Kamil-Norwid-Theater (polnisch Teatr im. Cypriana Kamila Norwida) der heute polnischen Stadt.

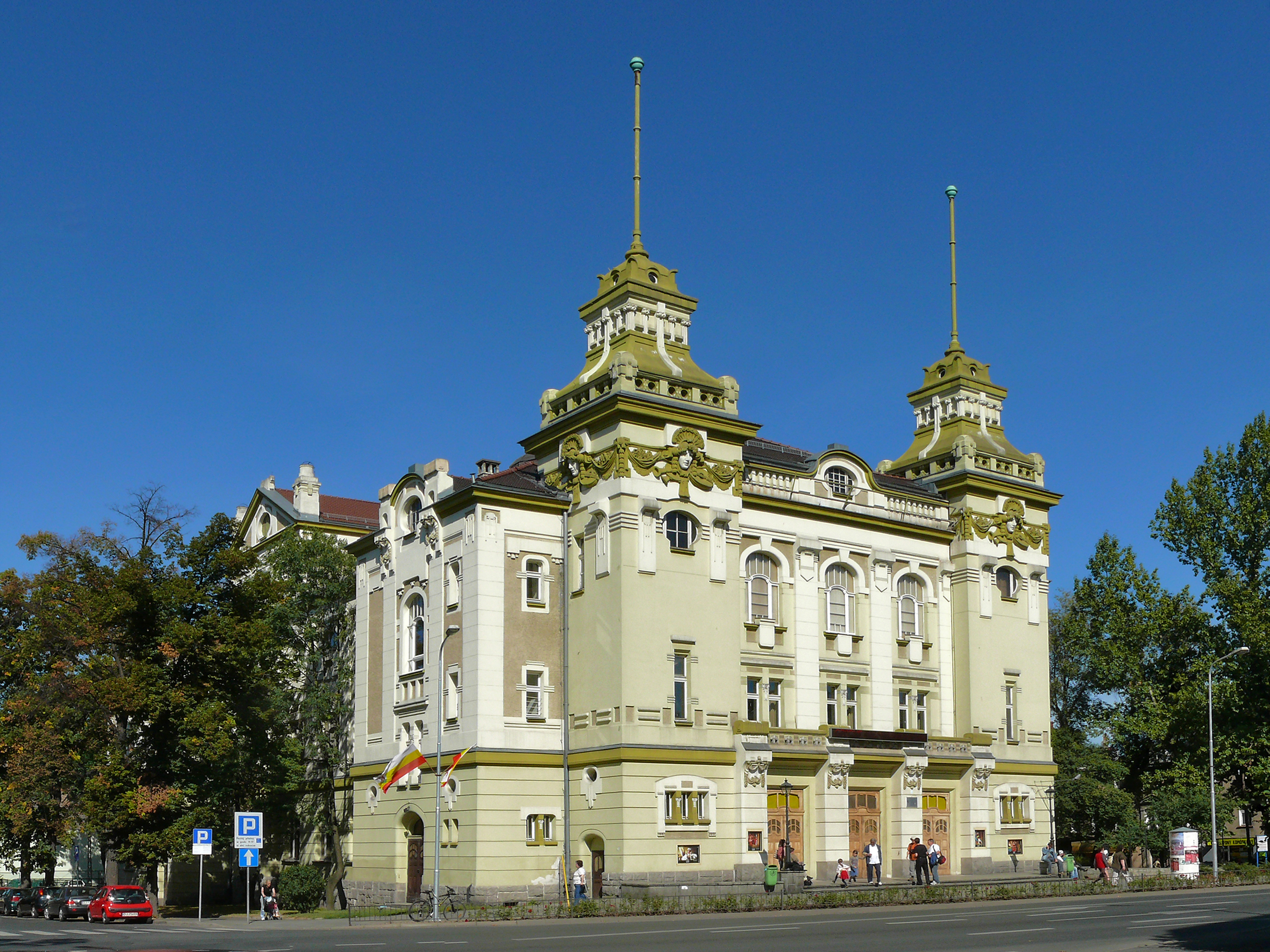
Stadttheater Hirschberg

Koordinaten: 50° 53′ 58,5″ N, 15° 44′ 20,4″ O

## Theatergeschichte
Schultheateraufführungen sind sowohl für das 1566 gegründete evangelische Gymnasium als auch für das neue Gymnasium bei der Gnadenkirche belegt. Besuche von Wandertruppen u. a. der Fallerschen Truppe sind belegt.
Um 1790 wurde in Hirschberg eine private Liebhaberbühne ins Leben gerufen, die Theateraufführungen veranstaltete. Nach den deutschen Befreiungskriegen wurde 1826 ein Dramatischer Verein gegründet. Anfangs war wieder ein privates Haus Spielort, danach wurde ein Theatersaal im Anbau des sogenannten Langschen Hauses am Hirschgraben genutzt. Nach dem verheerenden Ringtheaterbrand in Wien wurde dieses Theater geschlossen und für Theateraufführungen wurden Säle in verschiedenen Gaststätten genutzt. Ab den 1880ern wurde der sogenannte Kaisersaal für das Hirschberg-Waldenburger bzw. Hirschberg-Brieger Theater genutzt.
Pläne für ein städtisches Theater kursierten seit den 1870er Jahren. Eine Bürgervereinigung sammelte bis 1900 die Summe von 163 500 Mark. Die Stadt stellte den alten Schützenplatz am Schnittpunkt der Schmiedeberger Straße mit der Wilhelmstraße für den Theaterbau unentgeltlich zur Verfügung. Der Bau wurde 1903–1904 errichtet und als Mehrzweckgebäude konzipiert.
Seit 1926 bestand keine Theatergruppe in Hirschberg und das Stadttheater wurde von benachbarten Theatern, etwa dem Theater Görlitz und dem Schlesischen Landestheater bespielt.
Mit der polnischen Übernahme von Stadt und Region wurde ein polnisches Theater eingerichtet. Am 26. Oktober 1945 wurde das neue polnische Theater eröffnet. Zwischen August 1945 und Mai 1946 wurden im Theater 14 Premieren aufgeführt.

## Bauwerk
Hauptmotiv des Baus ist eine markante Zweiturmfront. Der dreiteilige Mittelteil mit Haupteingang und doppelten Fensterreihen wird von zwei kräftigen pavillonartigen Eckpylonen eingeklammert, dies sich nach oben zu Türmen mit pagodenartigen Aufsätzen mit Antennen als Zierform entwickeln. Eine solche Turmfront wurde erstmals im Berliner Lessingtheater, aber auch in Zürich, Agram, Jungbunzlau, Bromberg, und Aachen angewandt.
Der Theatersaal im ersten Obergeschoss ist ein Zweirangtheater mit Seitenlogen. Die Vorderbühne wird von einer Proszeniumszone eingefasst die als zweigeschossige Logenarchitektur ausgebaut ist und mit den Mittellogen im ersten Rang korrespondiert. Die Saaldecke ist kassettiert und hat die Form einer halben elliptischen Tonne, die auf Gurtbögen und Stichkappen ruht. Im 2. Obergeschoss befindet sich ein Konzertsaal mit umlaufenden Logen und galerieartigem Rang.